# .30-06 Springfield

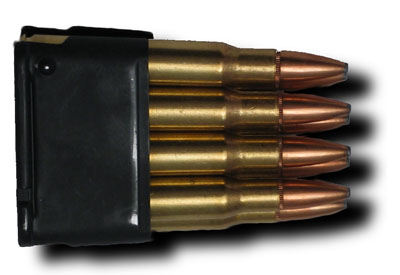
.30-06 Springfield

.30-06 Springfield (30-06 eller 7,62 × 63 mm) var tidigare en militär kaliber, som idag huvudsakligen används för jakt.
.30-06 är en bälteslös patron med en kuldiameter på 0,3 tum (7,62 mm - samma som för .308 Winchester). Den har en längd på 63,3 mm och en hylsvolym på 68 grain vatten. Den är specificerad att klara ett maximalt gastryck på 58 470 psi (cirka 400 MPa eller 4000 bar) enligt C.I.P.-standarden. Formen är måttligt avsmalnande patron som är designad för att vara lättmatad även i halvautomatiska vapen. Hylsans längd gör att den måste användas i mekanismer av så kallad standardlängd (mekanismer som kan hantera patroner med ett sättdjup på kulan längre än omkring 5-5,5 cm, som inte alltför mycket inkräktar på hylsans kvarvarande utrymme för krutladdningen).
.30 i ammunitionsbeteckningen står för diametern (0,30 tum) kaliber och 06 kommer från att den amerikanska armén började använda kalibern år 1906. Kalibern ersatte då den kommersiellt sett misslyckade kalibern .30-03 som introducerats 1903. Historiskt användes patronen bland annat till gevären M1903 och M1 Garand. USA:s väpnade styrkor bytte standardammunition från .30-06 till 7,62 × 51 mm NATO med början 1957 då man införde automatkarbinen M14.
Idag är .30-06 näst efter .22 LR den vanligaste civila gevärskalibern i världen. Den är även i Sverige en av de vanligaste kalibrarna för jakt på klass 1-vilt (älg och vildsvin med mera), tillsammans med 6,5 × 55 mm och .308 Winchester. Den senaste tiden har vapen i kalibern sett en ökad användning i och med att bestånden av vildsvin ökar och med dem behovet av grövre kalibrar. Eftersom den har en större hylsvolym kan den laddas med mera krut och ger därför också högre utgångshastigheter än .308 Winchester. 
Kulor med diameter 0,308 tum finns i ett mycket brett viktspann som innefattar kulor från 110 grain (7,1 gram) upp till 240 grain (15,6 gram), där 150 grain (9,7 gram) till 220 grain (14,3 gram) är de vanligast använda kulvikterna. Kulor med vikt under 150 grain lämpar sig enbart för småvilt som till exempel räv, kulor med vikten 150 grain lämpar sig främst för mindre och halvstort vilt med en vikt på upp till cirka 100 kg (såsom rådjur) och kulor på 180 grain (11,7 gram) lämpar sig för vilt upp till cirka 300-400 kg eller mer (såsom älg och vildsvin). Kulor med en vikt på omkring 165 grain (10,7 gram) är ett mellanting som kan användas för både mindre och större vilt och kulor på 200 grain (13,0 gram) och 220 grain används främst där maximal penetration önskas, som vid eftersök eller jakt på farligt vilt (såsom björn). Observera att detta bara är mycket generaliserade omdömen eftersom kulans övriga egenskaper (som om kulan är gjord av monometall, så kallade kopparkulor, eller är en traditionell konstruktion med mantel och kärna, och i så fall mantelns tjocklek och hårdhet, kärnans hårdhet, formen på kulans spets, eventuell bondning mellan mantel och kärna med mera) till viss del är viktigare än kulans vikt i sig.
.30-06 har på grund av sin stora popularitet fått tjäna som ursprung för en stor mängd andra standardiserade jaktpatroner, såsom .25-06 Remington (kuldiameter 0,257 tum), 6.5-06 A-Square (kuldiameter 0,264 tum), .270 Winchester (kuldiameter 0,277 tum), .280 Remington (kuldiameter 0,284 tum), 338-06 A-Square (kuldiameter 0,338 tum) och 35 Whelen (kuldiameter 0,358 tum), samt utöver detta flera så kallade wildcats, som 243-06 och 8mm-06. Bland alla dessa kan .270 Winchester nämnas som den mest populära.

## Historia
I början av 1890-talet antog den amerikanska militären ett nytt rökfritt krut till sina vapen som kom att ersätta det tidigare svartkrutet, en av de tidigaste patronerna som använde sig av det rökfria vapenkrutet var patronen .30-40 Krag-rimmed (rand-patron) som började användas av USA år 1892. År 1894 uppfann man en uppdaterad version av .30-40 Krag som istället använde en 220 grain (14 gram) rundnoskula. Cirka 1901 började USA utveckla en experimentell randlös (rimless) patron för en Mauser-mekanism med boxmagasin. Det ledde till utveckling av en ny patron som kallades 1903.30-03 rimless som  använde samma 220 grain (14 gram) rundnoskula som användes i den tidigare metallpatronen .30-40 Krag.  .30-03 uppnådde en utgångshastighet på 2 300 ft/s (700 m/s).
Många europeiska militärer i början av 1900-talet antog en lättare mängd krut, (ungefär 150 till 200 grain (9,7 till 13,0 g)), högre hastighet, "militära patroner" med spetsiga kulor: Frankrike började år 1898 att tillverka en modifierad (8 mm Lebel Balle D spitzer 198 grain (12,8 gram) med så kallad "boat-tail"-design) vars design ger en kula med mer träffsäkerhet då den kan flyga i en rak linje längre än vad traditionella kulor kunde göra, vilket gjorde "boat-tail"-designade kulor till ett idealt val för uppgifter såsom krypskytte eller långdistansskott. Tyskland uppdaterade sin allmänna militärpatron till en mer modern (1903 (7,92 × 57 mm Mauser 153 grain (9,9 gram) S Patron), Ryssland 1908 (7.62 × 54 mmR Lyokhkaya pulya [ljuskula]) och Storbritannien år 1910 (.303 brittiska mark VII 174 grain (11,3 gram)).  Följaktligen hamnar US .30-03-patronen på efterkälken. 
Av dessa skäl utvecklade amerikanska militären den nya, lättare patronen 1906, .30-06 Springfield, "cartridge, ball, caliber .30, Model of 1906", eller bara M1906. .30-03-fallet modifierades för att ha en något kortare hals vid en spetsig 150 grain (9,7 gram) kula som hade en ballistisk koefficient (G1 BC) på ungefär 0,405, en utgångshastighet på 2 700 ft/s (820 m/s) och en munstycksenergi på 2,429 ft⋅lbf (3 293 J). Patronen var laddad med militärt gevärskrut (MR 21), och dess maximala räckvidd hävdades (falskeligen) att vara 4 700 m (4 300 m). [7] M1903 Springfield-geväret, som hade introducerats tillsammans med .30-03-patronen, modifierades för att passa den nya .30-06 Springfieldpatronen. Ändringar av geväret innefattade avkortning av pipan vid patronläget samt att ändra storlek på kammaren, så att den mer avsmalnande kulan inte skulle få för stor friflykt. Andra ändringar i geväret innefattade eliminering av den besvärliga "stångbayonet" från de tidigare cylinder-repeter Springfield-gevären.
M1906:s maximala användbara räckvidd var ursprungligen överdriven. När M1906-patronen hade utvecklats, hade testerna utförts till endast 1 800 yards (1 650 m); avstånd utanför det som uppskattades, men uppskattningen för maximal räckvidd var fel med nästan 40 procent. [8] Skillnaderna i intervallet visade sig under första världskriget. Före den omfattande användningen av lätta granatkastare och artilleri var långvarig spärreld med maskingevär eller indirekt eld ansedda som viktiga i amerikansk infanteritaktik. [9] 
När USA gick in i första världskriget år 1917 på de allierades (trippelententen) sida hade de inte många maskingevär, så amerikanerna förvärvade till en början många brittiska och franska maskingevär. När dessa vapen senare ersattes med amerikanska maskingevär som använde sig av M1906-ammunition var den effektiva räckvidden av spärreld 50 procent mindre. [10] Skjutprov som utfördes 1918 vid Borden Brook Reservoir (Massachusetts), Miami och Daytona Beach visade det faktiska maximala räckvidd för M1906-patronen att vara 3 300 till 3 400 yards (3 020 till 3 110 m). [11] Tyskland, som använde S Patron (S-bollpatronen) laddad med en likartad 153 grain (9,9 gram) flatbottnad kula i sina gevär, hade tydligen konfronterats och löst samma problem genom att utveckla en aerodynamiskt mer raffinerad kula för lång räckvidd användning av maskingevär. S.S. Patrone introducerades 1914 och använde en 197,5 grain (12,80 gram) s.S. - Schweres Spitzgeschoß (heavy spitzer) boat-tail kula som hade en maximal räckvidd på cirka 4 700 m. [12]
Av dessa skäl utvecklade organet efter 1926, efter omfattande prövningar av schweiziska GP11-projektiler på 7,5 × 55 mm, som tillhandahållits av Schweiz. Den nya "30.06 M1 Ball"-patronen som användes i ett nytt typ av gevär som man kallade för ett (IMR) "Improved Military Rifle", det vill säga ett förbättrat militärt gevär. Militären sökte att utveckla vapen som använde sig av nya teknologier. Dessa nya designer av ofta halvautomatiska gevär ledde eventuellt till utvecklingen av ett av USA:s mest ikoniska halvautomatiska gevär som fick namnet M1 Garand. Detta gevär använde också den nya förbättrade ammunitionen 30.06 vars kula ofta tillverkades med en så kallad "boattail"-design vilket gjorde den ballistiskt överlägsen till mer konventionella kulor som ofta hade en platt och cirkulär underdel. Med en fyllnad av ett krut som kallades "1185" innehöll ammunitionen en 174 grain (11,3 gram) tung kula med en 9 ° boattail och hade en kuldiameter av 7,62 mm, vilket är en vanlig ammunitionstyp i gevär än idag. Kulan hade även en högre ballistisk koefficient på ungefär 0,494 (G1 BC), [13] [14] som uppnådde en utgångshastighet på 2,647 ft/s (807 m/s). [15] Denna kula reducerade ytterligare luftmotståndet under flygning, vilket resulterade i en mindre snabb nedåtgående retardation, mindre lateral drift orsakad av sidvindar, och signifikant högre supersoniskt och maximalt effektivt räckvidd från maskingevär och andra, vanliga gevär. Dess maximala räckvidd var cirka 5 500 m (5 030 m). [16] Dessutom utvecklades en ny typ av mantel av mässing som helt och hållet eliminerade korrosionen som drabbade den tidigare M1906-patronen.
Krigstidsöverskottet uppgick till över 2 miljarder patroner. Armébestämmelserna krävde först träning av den äldsta ammunitionen. Som ett resultat av detta användes den äldre .30-06-ammunitionen för träning, lagren av ".30 M1-Ball"-ammunition fick sakta växa tills alla de äldre M1906-ammunitionen hade blivit avfyrade. 1936 upptäcktes det att den maximala räckvidden med ".30 M1-Boll"-ammunitionen med dess "boattail" spitzerkulor var bortom säkerhetsgränserna för många militära skjutområden. En tillfällig nödorder skapades för att få fram tillräckliga kvantiteter ammunition med prestanda enligt den tidigare M1906-patronen. En ny patron togs fram 1938, denna var prestandamässigt en kopia av den tidigare M1906, dock använde den IMR4895-krut och en flatbottnad kula som hade en mantel av det nya mässingsmaterialet, kulan hade dessutom en annan blylegering. Denna kula vägde 152 gr (9,8 gram). Den här 1938-ammunitionen fick en mynningshastighet på 2,805 ft/s (855 m/s). Patronen vägde 416 grain (27,0 gram) och fick en max räckvidd på ungefär 3 450 yard (3 150 m).

## Prestanda
Kulvikt: 9,7 gram (150 grain)
V0: 900 m/s E0: 3 950 J
Kulvikt: 10,7 gram (165 grain)
V0: 860 m/s E0: 3 965 J
Kulvikt: 11,7 gram (180 grain)
V0: 820 m/s E0: 3 950 J
Kulvikt: 13,0 gram (200 grain)
V0: 795 m/s E0: 4 100 J
Värdena är ungefärliga beroende på bland annat märke och modell av kula, det individuella vapnets unika egenskaper och kruttyp och laddvikt, och avser kulor skjutna från ett vapen med en pipa på 24 tum. Data för avstånd annat än 0 meter (vid mynningen) uppges inte eftersom detta är direkt beroende på vilket luftmotstånd kulan har, vilket kan skilja avsevärt mellan olika typer och modeller av kulor.